# OFCネイションズカップ1996
OFCネイションズカップ1996は、第3回目のOFCネイションズカップであり、オセアニア各国の代表チームによって争われるサッカーの大会である。本大会は、出場国のホーム・アンド・アウェー方式で1995年11月10日から翌年11月1日にかけて行われ、オーストラリアが2大会連続2回目の優勝を決めた。

## 出場国
- オーストラリア
- ソロモン諸島 (メラネシア・カップ1994覇者)
- タヒチ (ポリネシア・カップ1994覇者)
- ニュージーランド

## 1回戦
1995年11月10日 クライストチャーチ
| ニュージーランド | 0 - 0 | オーストラリア |

1995年11月15日 ニューカッスル
| オーストラリア | 3 - 0 | ニュージーランド |

2試合合計3-0でオーストラリアが決勝戦に進出
1995年11月17日 ホニアラ
| ソロモン諸島 | 0 - 1 | タヒチ |

1996年5月11日 パペーテ
| タヒチ | 2 - 1 | ソロモン諸島 |

2試合合計3-1でタヒチが決勝戦に進出

## 決勝
1996年10月27日 パペーテ
| タヒチ | 0 - 6 | オーストラリア |

1996年11月1日 キャンベラ
| オーストラリア | 5 - 0 | タヒチ |

| OFCネイションズカップ1996 オーストラリア 2大会連続2回目 |